# Kangani (Fluss, Anjouan)
Kangani ist ein temporärer Fluss, nach Art einer Fiumara auf Anjouan, einer Insel der Komoren in der Straße von Mosambik.

## Geographie
Der Wasserlauf entsteht westlich von Chagnoungouni in einem Ausläufer des Mdzihé. Er verläuft nach Osten und mündet bald in den Chirontsini.